# Beatriu Ferrer-Salat Serra di Migni
Beatriu Ferrer-Salat Serra di Migni (Barcelona, 11 de març de 1966) és una amazona catalana de doma clàssica, guanyadora de dues medalles (de plata i de bronze) als Jocs Olímpics d'Atenes 2004.
És filla de l'ex president del CEOE i del Comitè Olímpic Espanyol, Carles Ferrer i Salat, i ella és principalment coneguda per la seva reeixida carrera en el món de l'hípica, en concret en la seva especialitat, la disciplina de la doma clàssica. A més està diplomada en traducció. Actualment viu a Gualba de Dalt, Barcelona.

## Trajectòria
Començà a muntar a les hípiques de la Costa Brava, però les primeres classes les va a rebre al Club de Polo de Barcelona. Li compraren el seu primer cavall propi als setze anys, i, a partir d'aquell moment, començà la seva carrera com a amazona professional. Més endavant es traslladà a Alemanya, per rebre una bona formació de mans de dos dels millors entrenadors del món: primer de Georg Theodorescu i després de Herbert Rehbein.
Als Jocs Eqüestres Mundials de l'Haia (Països Baixos) del 1994 fou l'única representant d'Espanya, en què muntà al cavall Worislaw. Posteriorment, amb la mort de Herbert Rehbein tornà a l'Estat espanyol, on s'instal·là a l'Open Sports Club. Més tard entrenà amb el seleccionador espanyol Jürgen Koschel fins als Jocs Olímpics d'Atlanta 1996, i des de llavors entrenà amb l'alemany d'origen belga Jean Bemelmans; amb ell i el cavall Beauvalais ha aconseguit les fites més importants fins al moment, convertint-se d'aquesta manera en l'amazona de doma clàssica amb més èxits de tot l'estat. Fins ara ha participat en tres Olimpíades: Atlanta 1996 (setena classificada per equips), Sydney 2000 (cinquena classificada per equips) i Atenes 2004 (vegeu medaller). No pogué participar en els Jocs de Beijing del 2008 a causa d'una lesió d'última hora del seu cavall, Fabergé.
Beatriz és la primera amazona d'Espanya a haver aconseguit una medalla als Jocs Eqüestres Mundials, en uns Jocs Olímpics i en un Campionat d'Europa. Campiona d'Espanya el 2001 i el 2003, fou guardonada amb la Medalla de plata por la Reial Orde del Mèrit Esportiu. A més, va ser triada com a millor esportista femenina pel Consell Superior d'Esports, i se li atorgà el Premi Reina Sofia del 2004.
Finalment, cal destacar el seu treball com a entrenadora amb la campiona d'Espanya Núria Vila, Teresa Juanquioca o Chloe Morris.